# 幸せ (小林幸子の曲)
「幸せ」（しあわせ）は、1997年8月30日に発売された小林幸子のシングル。

## 解説
表題曲はシンガーソングライターの中島みゆきによる提供曲。また、カップリング曲「イチマディン〜永遠に…」は、小林本人の作詞・作曲。
「幸せ」は、同年の第48回NHK紅白歌合戦において、『生命誕生』というテーマの衣装で歌われた。
中島も、同年の11月7日にセルフカバーを行い、シングル「愛情物語」のカップリングに収録された。
「幸せ」はまた、台湾の歌手で俳優、リッチー・レンにも1998年に「傷心太平洋」としてカバーされている（アルバム『愛像太平洋』収録）。同曲はリッチー・レン主演のテレビドラマ『神鵰俠侶』のエンディングテーマに起用された。作詞は陳没が担当し、日本語原詞の翻訳ではなく独自に作詞したものである。台湾ではミリオンセラーを記録した。

### 「せんないね」の意味
歌詞中の「せんないね」は、「切ないね、という意味です」と中島はラジオ（東京FM『中島みゆき お時間拝借』）でリリース時に解説している。国語辞書にある「詮無い」＝しょうがない、仕方ないという意味で用いたのではない。
『小林幸子全曲集』付属の歌詞カードの解説では「せんないね」とは「『しょうがない』…の意」だと明記されているが、歌詞カード編集者が「せんないね」を辞書で引いて調べて書いたと思われる。

## 収録曲
1. 幸せ (4分56秒)
作詞・作曲：中島みゆき、編曲：萩田光雄
2. 幸せ (オリジナル・カラオケ)
3. イチマディン〜永遠に… (4分28秒)
作詞・作曲：小林幸子、編曲：たかしまあきひこ
4. イチマディン～永遠に… (オリジナル・カラオケ)